# Dołmatowskij
Dołmatowskij (ros. Долматовский) – wieś (sieło) w Rosji, w obwodzie iwanowskim, w rejonie zawołżskim. W 2010 liczyła 369 mieszkańców.